# Petarded
Petarded (titulado Petrasado en España y Peter retrasado en Hispanoamérica) es el sexto episodio de la cuarta temporada de la serie Padre de familia emitido el 19 de junio de 2005 a través de FOX. El episodio está escrito por Alec Sulkin y Wellesley Wild y dirigido por Seth Kearsley.
La trama se centra en Peter, quien tras realizar un examen del Programa MacArthur con mal resultado es calificado de retrasado mental. Aunque nota que se le viene el mundo encima, descubre que puede aprovechar su discapacidad hasta que sus actos traen consecuencias graves.
El episodio recibió una cuota de pantalla Nielsen de 4,4 haciendo del programa el cuadragésimosegundo más visto. Las críticas fueron generalmente positivas aunque la censura de la cadena tuvo que recortar parte del sketch musical: Peter is Slow. El capítulo cuenta con la colaboración de varios artistas invitados, aunque en un momento estaba previsto que Lennie Weinrib, actor que doblaba a Timer declinó la invitación al no estar en condiciones.

## Argumento
Los Griffin invitan a sus vecinos a una noche de juegos. Mientras juegan al Trivial Pursuit, Lois escoge la edición infantil consciente de que Peter es bastante torpe. Cuando este gana, se cree más listo que nadie para malestar de Brian, que harto de su arrogancia le reta a que pase el examen del Programa MacArthur para medir su inteligencia, sin embargo los resultados resultan ser mediocres y según su cociente intelectual es un discapacitado cognitivo.
Tras descubrir su discapacidad y sufrir situaciones humillantes, cae en una profunda depresión cuando de pronto atropella accidentalmente a Tom Tucker, el cual al reconocerle rechaza demandarle, por lo que Peter aprovecha su condición para hacer lo que le da la gana sin consecuencias hasta que un día en el que va a comer con Lois en un restaurante de fast food, traspasa la barra y arranca del suelo la freidora anclada al suelo con el consecuente resultado que todo el aceite caliente cae sobre Lois y es hospitalizada por quemaduras en tercer grado. Consciente de su culpa, los problemas siguen para Peter cuando un asistente de Servicios sociales le retira la tutela de sus hijos al alegar incapacidad. Cleveland por su parte decide hacerse cargo de sus hijos.
Brian le sugiere que si quiere recuperarlos debe demostrar que es un buen padre, por lo que intenta pasar a su vecino por un padre negligente al llevar a su casa a siete prostitutas, sin embargo el plan no resulta eficaz y tanto Cleveland como el Agente Jessup de Servicios Sociales le exigen que se marche con cinco de ellas. En un último intento, Peter apela a un juicio para recuperar la custodia, pero le es denegada y Peter se ve resignado a aceptar que ha destrozado a su propia familia hasta que Lois regresa a casa con el alta y con los hijos, por lo que Peter vuelve a alegrarse de que todo vuelva a la normalidad.

## Producción
Petarded fue escrito por Alec Sulkin y Wellesley Wild y dirigido por Seth Kearsley antes de la conclusión de la producción de la cuarta temporada. A pesar de que Sulkin y Wild fueron los guionistas del episodio, la idea provino del creador y productor ejecutivo: Seth MacFarlane. El propio MacFarlane se puso en contacto con Lennie Weinrib para que le pusiera la voz a Timer, un personaje publicitario de los años 70, pero según el comentario de audio del DVD, Weinrib dijo que ya era demasiado mayor y que ya no recordaba la voz del personaje. Un año después, el veterano actor falleció.
En el borrador original, en la escena de la noche de juegos, Peter empezaba haciendo preguntas muy simples, sin embargo, el productor: David A. Goodman propuso que esas preguntas las hiciera Lois a Peter. Antes de la emisión, el equipo técnico visionó varias escenas en las que aparecía Peter haciendo lo que le daba la gana cuando descubría las ventajas de padecer retraso mental entre las que se incluía un "desafío improvisado" de "Hasta cuanto puedo gritar" y hacerle cosquillas a un jugador que se disponía a marcar un touchdown en un partido de los New England Patriots, pero fueron descartadas por su poca gracia y chabacanería.
Algunas escenas fueron modificadas o eliminadas por decisiones de la cadena. En un principio, la escena en la que Peter le da a Brian los resultados de las pruebas, le preguntaba si un retrasado se mearía encima con la consecuente micción del personaje en los pantalones fue cambiada por "Crees que un retrasado contrataría a un conductor borracho con una apisonadora para deribar parte de la casa para celebrar los buenos resultados?". Otra escena en la que Brian insulta a Peter tras los pobres resultados fue censurada en parte con un bip sonoro, aunque se puede escuchar en el DVD. La orquesta de Padre de familia compuso y grabó un número musical llamada Peter is Slow en el que varios vecinos hablaban sobre Peter. Sin embargo, parte de la canción fue suprimida por los estándares de la cadena que pensaban que repetían demasiadas veces el término "Retarded" (Retrasado). Tras perder la custodia, Chris iba a vivr con Mort Goldman, Stewie con Cleveland y Meg con Quagmire. En esta versión, Mort le explicaba que tiene dos anos por lo que Quagmire obligaba a Meg a verlo en un sitio seguro porque no se fiaba de sus amigas, no obstante, fue censurada por una autoridad anónima, supuestamente por los estándares de la cadena.

En el audiocomentario del DVD, MacFarlane comentó que los televidentes se dieron cuenta de que el final resultó ser bastante abrupto. En el final, Peter pierde la esperanza de recuperar la custodia hasta que Lois sale del hospital y vuelve a casa con ellos. El propio MacFarlane declaró que algunos fanes comentaron que el final era algo precipitado para lo que esperaban y les preguntó si hubieran preferido más chistes sin sentido hasta el último minuto.